# Solute carrier
Solute carrier family (SLC) is een groep transporteiwitten die aanwezig zijn in celmembranen en opgeloste stoffen selectief door het membraan transporteren. De groep stoffen die op deze manier wordt vervoerd is zeer divers en bevat zowel geladen als ongeladen organische moleculen, en het gas ammoniak.
De groep bevat meer dan driehonderd eiwitten die zijn gegroepeerd in 52 families. Eiwitten binnen een familie hebben tot 25% homologieën, maar eiwitten uit twee verschillende families vertonen bijna geen homologie.